# Immobilier sur internet
L'immobilier sur Internet regroupe l'ensemble des techniques, acteurs et dépenses réalisées sur Internet en rapport avec l’immobilier. Le Marché immobilier sur Internet regroupe l'ensemble des offres et des investissements réalisées sur Internet par les différents acteurs de celui-ci. Cela comprend également un volet B2B en englobant également les solutions proposées aux professionnels de l'immobilier.

## Histoire

### Les origines
Les sites numériques d'immobilier se sont développés sur des bases et principes plus anciens : affichage (annonces en vitrine), annonces de presse, etc.
Spécificité française, les premiers sites numériques français d'immobilier apparaissent via le minitel. Le service est lent et le coût élevé, la migration s'effectue donc rapidement avec l'accélération des débits (arrivée de l'ADSL).

### Le développement des sites d'immobilier sur internet
Le web a permis aux acteurs de l'immobilier de faire circuler l'information et de mettre en contact vendeurs et acheteurs à moindre coût. Afin de gagner en visibilité, ces acteurs de l'immobilier numérique cherchent à améliorer leur référencement  auprès des moteurs de recherche par la quantité, la pertinence et la qualité de la présentation de l'information.[réf. nécessaire]
En France, le marché de l'immobilier sur internet a été évalué pour 2009 par une étude Xerfi à 123 millions d'euros pour les portails immobiliers de professionnels à particuliers sans compter les sites de particuliers à particuliers, ainsi que les dépenses marketing sur Internet des professionnels de l'immobilier (agences immobilières, promoteurs). Selon Médiamétrie, en mars 2012, 14,3 millions d'internautes ont visité un site d'annonces immobilières, soit trois fois plus qu'en 2008.
En 2013, selon une estimation Xerfi les sites d'annonces immobilières ont généré un CA de 240 millions €. Un chiffre d'affaires équivalent à environ 500 agences immobilières.

## Les acteurs
- Les agences immobilières : environ 30 000 agences immobilières françaises disposent d'un site internet[réf. nécessaire]. Certaines agences ont développé plusieurs sites pour concentrer chacun d'eux sur une niche en particulier.
- Les sites d'annonces immobilières[4]: Certains sont payants et d'autres gratuits, certains misent sur le multilinguisme de leurs annonces, certains sont spécialisés sur les annonces de particuliers, d'autres d'agences et d'autres font les deux... Mais d'autres sites encore davantage spécialisés notamment dans les rez-de-chaussée par exemple, dans les viagers, dans le neuf ou l'ancien, ou dans les annonces dédiées à l'investissement immobilier locatif à forte rentabilité.
- Les sites de services immobiliers : de nombreux services, publics ou privés, liés à l'immobilier se sont développés et permettent d'accéder à des formulaires administratifs, à des informations publiques ou semi-publiques, à des avis de consommateurs.
- Les forums qui traitent uniquement des questions autour de l'immobilier.
- Les blogs d'investisseurs immobiliers, qui relatent leurs expériences et partagent des conseils avec leurs lecteurs.
- Les sites et blogs de conseils en investissement immobilier.
- Les entreprises qui proposent des services aux professionnels du secteur : marketing, communication, réseaux sociaux.
- Les logiciels de gestion immobilières (webapp, SaaS) qui peut vous aider à stocker et gérer les documents, suivre les loyers, à communiquer entre résidents et locataires, etc.

### L'immobilier sur internet en France
En 2012, selon le journal Le Monde, les principaux acteurs de ce marché étaient : Seloger.com, Logic-immo.com, SurfacePrivee.com, AVendreALouer.fr, Acheter-louer.fr, Le Bon Coin.
Récemment, les agences immobilières ont également récupéré le principe de vente privée pour l'appliquer à la vente de biens immobiliers. 
Le web a vu apparaitre différents comparateurs d'agences, portails d'annonces immobilières indépendants, et autres start-ups, les agences immobilières ont su prendre le train en marchent. Internet représente pour les agences immobilières françaises une nouvelle fenêtre afin de proposer leurs listings de biens.
De nouveaux modèles ont émergé grâce à la fluidification de l'information permises par les plateformes internet. La visite virtuelle a été également un facteur pour numériser encore plus le processus de location ou de vente immobilière.[réf. souhaitée]

### L'immobilier sur Internet au Québec
Les principaux acteurs du marché de l'immobilier sur Internet au Québec sont[source secondaire nécessaire] :
- Montreal Guide Condo pour des résidences neuves
- Century 21, dont le site MLS regroupe toutes les résidences mises en vente par les agences
- Publimaison.ca Un guichet unique et gratuit pour particuliers, courtiers et constructeurs de neufs
- DuProprio pour des résidences neuves et usagées
- Justeduneuf.ca pour des résidences neuves
- Projet Habitation pour tous les projets immobiliers neufs
- Centris qui regroupe les inscriptions de tous les courtiers du Québec

## Les dérives
Internet a également ouvert la voie à de nouvelles arnaques immobilières :
- Loto immobilier, une tombola pour devenir propriétaire d'une maison alors que l'organisateur de la tombola n'a aucune maison en sa possession[6] (tous les lotos immobiliers ne sont pas des arnaques[7],[8]).
- Escroquerie à la nigériane, ou publier une annonce alléchante mais demander lorsqu'un client veut visiter le bien un mandat cash d'une valeur conséquente pour gage de bonne foi, et ne plus donner signe de vie une fois le mandat cash reçu[9].